# BAT99-98
BAT99-98, o Brey 79, è una stella nella Grande Nube di Magellano. Si trova nei pressi dell'ammasso R136 nella Nebulosa Tarantola. Con una massa 226 volte quella del Sole, è una delle stelle più massicce conosciute.

## Storia delle osservazioni
Un'indagine del 1978 condotta da J. Melnick nella regione della Nebulosa Tarantola portò alla scoperta di sei nuove stelle di Wolf-Rayet, tutte più brillanti della quattordicesima magnitudine. Le stelle si trovavano entro due minuti d'arco dal centro della nebulosa, e BAT99-98 venne etichettata come "stella J". Si scoprì che aveva una magnitudine apparente di 13,5 e un tipo spettrale WN-5. L'anno successivo furono segnalate 13 nuove stelle di Wolf Rayet nella Grande Nube, una delle quali era Mel J. Era la dodicesima a essere stata numerata, quindi fu denominata AB 12, o LMC AB 12 per distinguerla dalle più note stelle SMC AB.
Melnick condusse un altro studio sulle stelle in NGC 2070, nella parte più centrale della Nebulosa Tarantola, e diede a BAT99-98 il numero 49, indicato come Melnick 49, questa volta assegnandole il tipo spettrale WN7.
Né la designazione AB12 né quella Mel J sono di uso comune, sebbene a volte si trovi menzionata come Melnick 49. Più comunemente, le stelle di Wolf-Rayer della Grande Nube di Magellano sono indicate con i numeri R (Osservatorio Radcliffe), con numeri Brey (catalogo Breysacher) o numeri BAT99.

## Caratteristiche
La stella si trova vicino all'ammasso R136 e come le stelle di quell'ammasso è estremamente massiccia e luminosa. Si stima che la stella nacque con una massa di 250 M⊙ e da allora abbia perso l'equivalente di 20 masse solari attraverso un vento stellare che si muove alla velocità di 1.600 km/s. La stella ha una temperatura superficiale di 45.000 K e una luminosità di 5000000 L⊙, anche se data la temperatura irradia la gran parte della sua luce nell'ultravioletto ed è invisibile all'occhio umano; in luce visibile la stella è "solo" 141.000 volte più luminosa del Sole. È classificata come stella WN6 e i modelli suggeriscono che abbia un'età di 7,5 milioni di anni.

## Destino finale
Il futuro di BAT99-98 dipende dalla sua perdita di massa. Si pensa che stelle così massicce non perderanno mai massa sufficiente per evitare una fine catastrofica. È probabile che la fine della stella si manifesti in una supernova, un'ipernova, un lampo gamma o forse un'esplosione quasi invisibile, che lascerebbe dietro di sé un buco nero o una stella di neutroni. I dettagli esatti dipendono fortemente dai tempi e dall'entità della perdita di massa, con i modelli attuali che non riproducono completamente le stelle osservate; si prevede che le stelle massicce nell'universo locale producano supernove di tipo Ib o Ic, a volte con un lampo di raggi gamma, e lascino dietro di sé un buco nero. Tuttavia, stelle estremamente massicce come BAT99-98 (di massa compresa tra 130 e 250 M⊙) potrebbero finire per esplodere come supernovae a instabilità di coppia, senza lasciare dietro di sé nessun resto stellare o buco nero.